# Aleksandr Aleksandrovič Makarov
Aleksandr Aleksandrovič Makarov, (in russo: Александр Александрович Макаров) (San Pietroburgo, 19 luglio 1857 – Mosca, 1919), è stato un politico e avvocato russo.

## Carriera
Studiò presso l'Università di San Pietroburgo, dove si laureò in legge.
Dopo la laurea, Makarov lavorò presso il Dipartimento di Giustizia, poi è stato nominato alla carica di Presidente del tribunale distrettuale. Nel 1906, è stato promosso alla carica di presidente della Corte d'Appello di Kharkov.

### Carriera politica
Nel 1906, Makarov lasciò il Dipartimento di Giustizia per entrare al Ministero dell'Interno come Vice Ministro degli Interni di Pëtr Arkad'evič Stolypin. Nel 1909, divenne segretario imperiale. Dopo l'assassinio di Stolypin, il 1 settembre 1911, su raccomandazione del conte Vladimir Nikolaevič Kokovcov, il 20 settembre 1911, Nicola II lo nominò Ministro dell'Interno, ma presentò le sue dimissioni allo zar il 16 dicembre 1912. 
Vinse un seggio nel Consiglio di Stato. Nel 1916  servì brevemente come Ministro della Giustizia, carica che ricoprì fino alla rivoluzione russa del 1917.

## Morte
Dopo la rivoluzione di febbraio Makarov è stato arrestato e imprigionato nella Fortezza di Pietro e Paolo. Alla vigilia della Rivoluzione d'ottobre, la moglie, Elena Pavlovna, pagò la cauzione del suo rilascio. Ma poco dopo, è stato nuovamente arrestato dai bolscevichi nel 1919 e giustiziato.